# Église Saint-Nicolas de Boué
L'église Saint-Nicolas de Boué est une église située à Boué, en France.

## Description

Vue latérale de l'église.
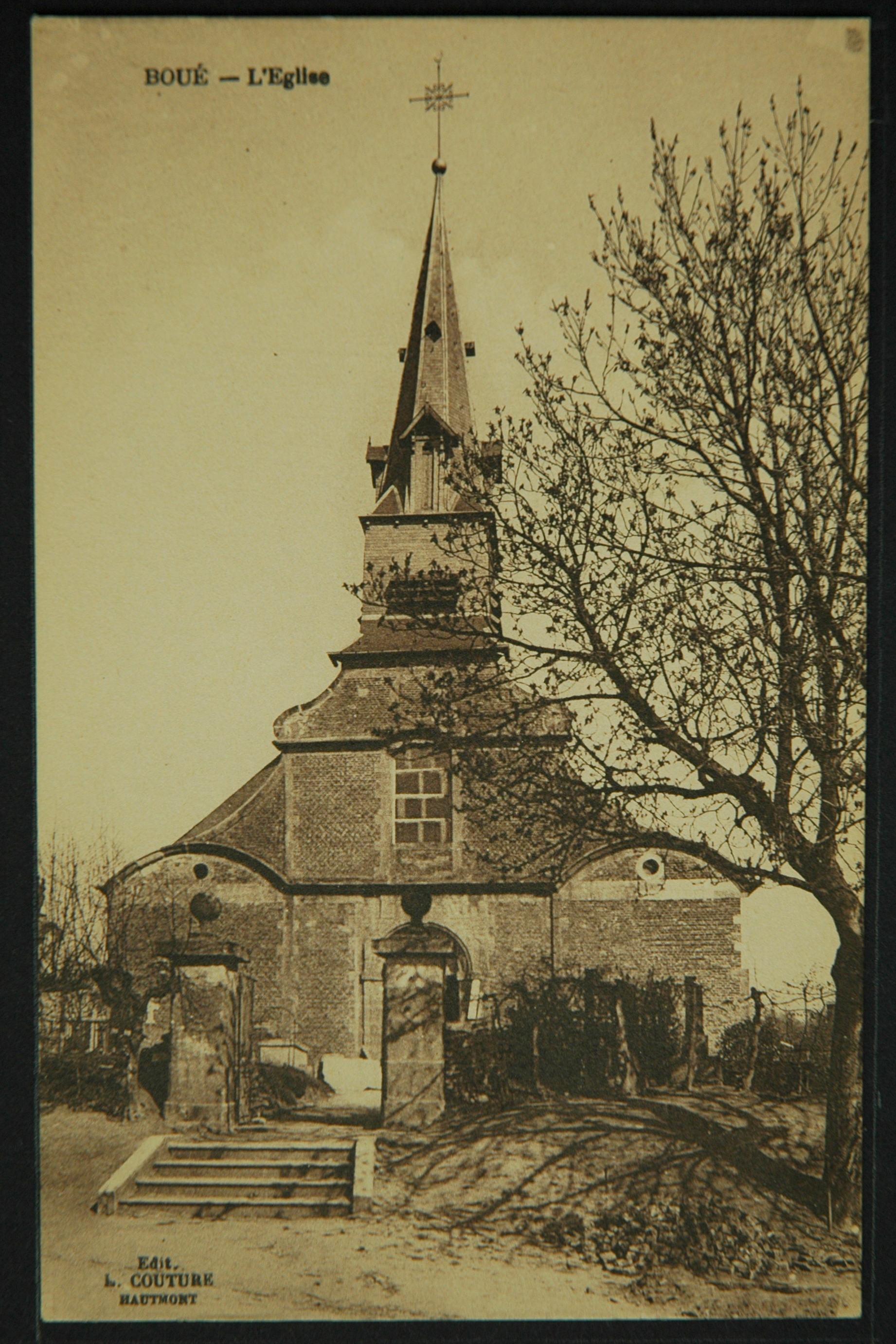
Carte postale ancienne de l'église vers 1910.
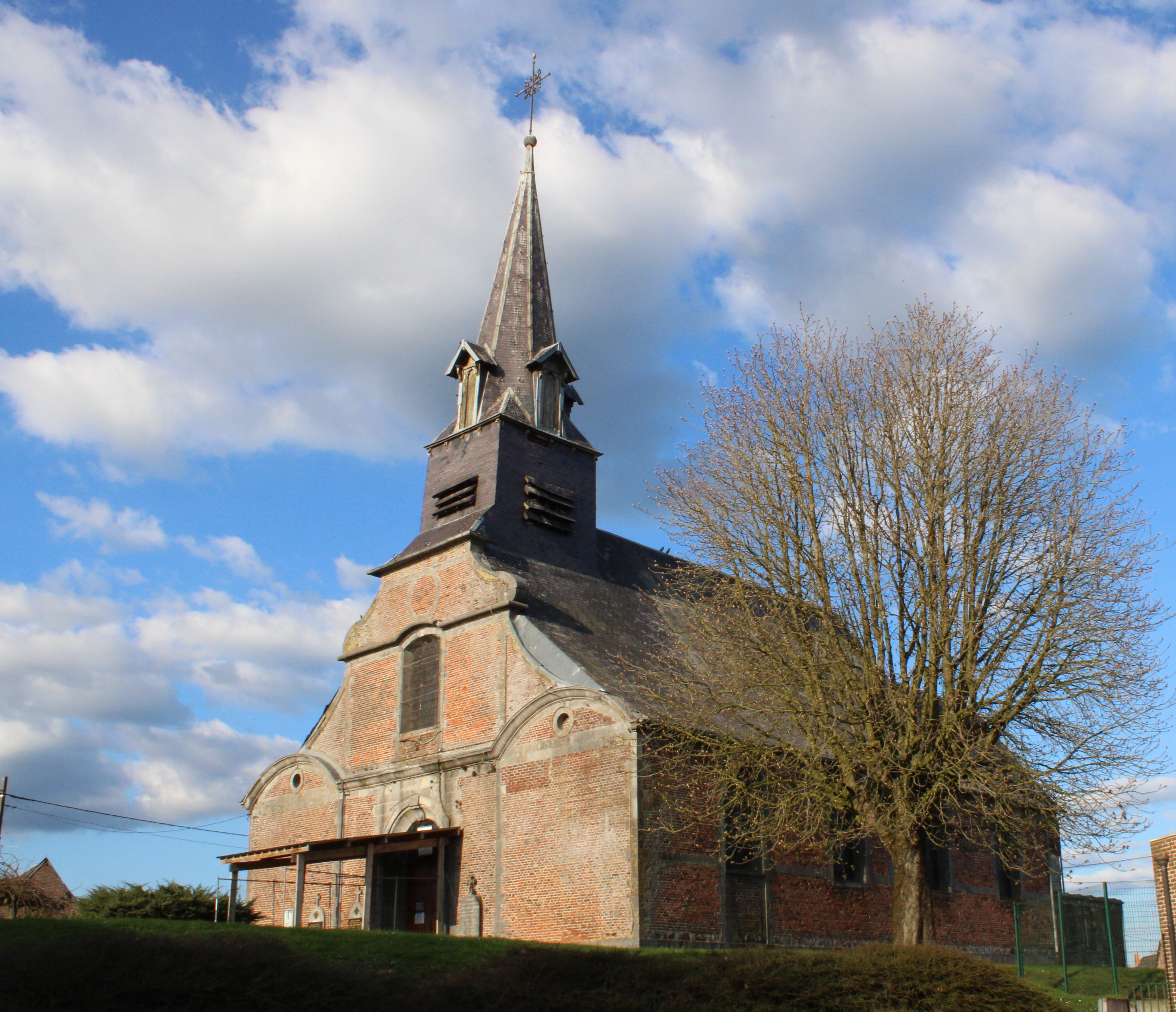
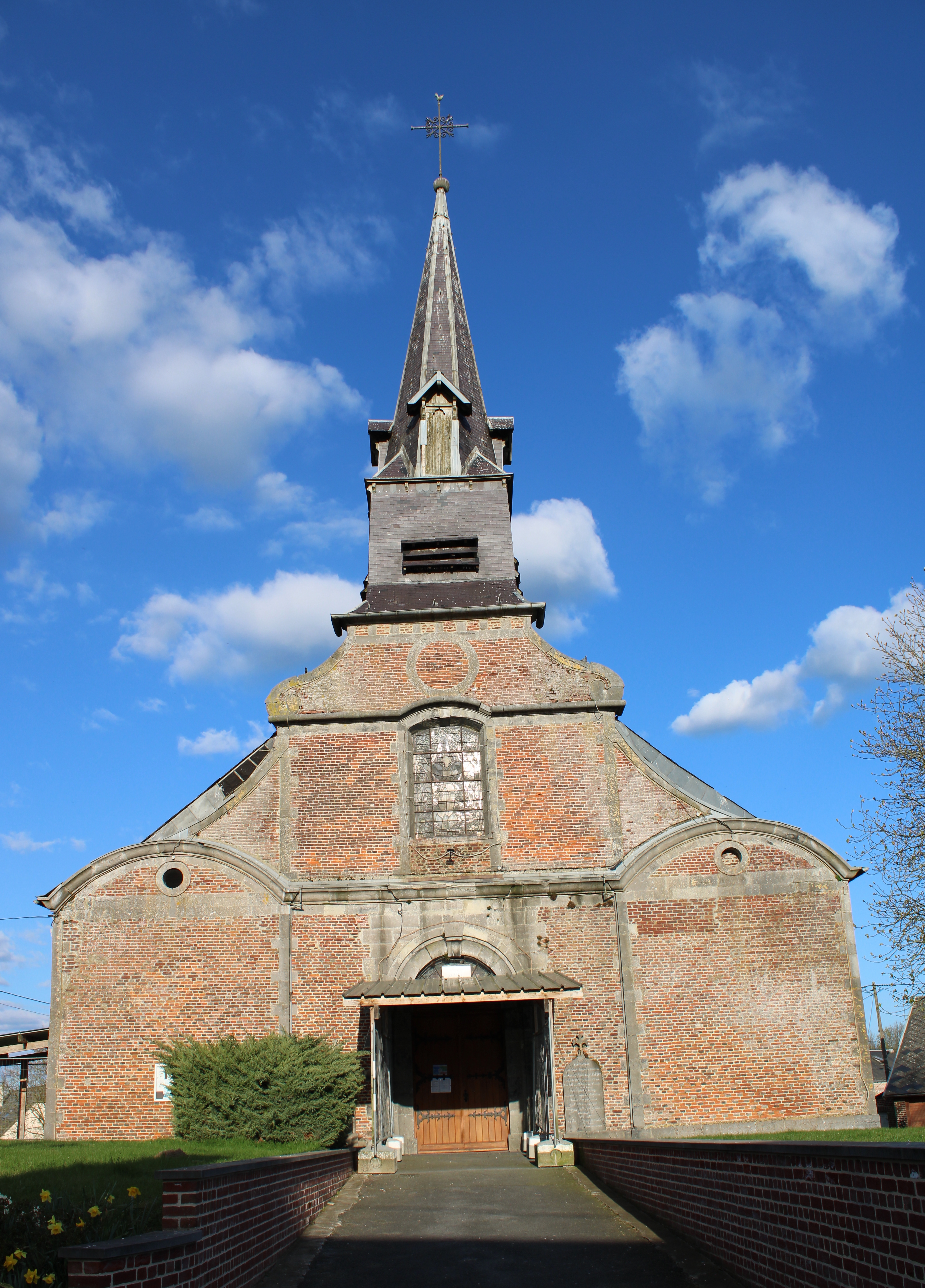
La façade de l'église.

## Localisation
L'église est située sur la commune de Boué, dans le département de l'Aisne.